# Хари Потър и Огненият бокал (филм)
 Тази статия е за филма.  За книгата вижте Хари Потър и Огненият бокал.  
Хари Потър и Огненият бокал (на английски: Harry Potter and the Goblet of Fire) е фентъзи филм от 2005 г., режисиран от Майк Нюъл, със сценарий от Стив Клоувс, базиран на едноименния роман от Джоан Роулинг. Филмът е продължение на Хари Потър и Затворникът от Азкабан (2004) и четвъртата част от филмовия франчайз Хари Потър. Във филма участват Даниел Радклиф като Хари Потър, Рупърт Гринт като Рон Уизли и Ема Уотсън като Хърмаяни Грейнджър. Историята проследява четвъртата година на Хари в „Хогуортс“, когато той е избран от Огнения бокал да се състезава в Тримагическия турнир.
Основните снимки започват в началото на 2004 г., а световната премиера на филма е на 18 ноември 2005 г. Пет дни след премиерата той печели над 102 милиона щатски долара в бокс офиса в Северна Америка, което е третата най-голяма печалба за първия уикенд за филм за Хари Потър след Хари Потър и Даровете на Смъртта: Част 1 и Част 2. Огненият бокал се радва на изключително успешна серия в бокс офиса, като печели 896 милиона долара в световен мащаб, най-касовият филм за 2005 г. и шестият най-касов филм в поредицата.
Филмът е номиниран за наградата на Академията за най-добра дизайн и печели наградата БАФТА за най-добра продукция. Огненият бокал е вторият филм от поредицата, пуснат в IMAX. Филмът е една от най-добре оценените части от поредицата, похвален за по-високото ниво на зрялост и изтънченост на героите, историята, тона, сценария и изпълненията на главните актьори. Последван е от Хари Потър и Орденът на феникса (2007).

## Сюжет
Хари Потър има кошмар, в който мъгълски градинар е убит, след като чува заговор на Лорд Волдемор, Питър Петигрю и друг мъж, когото Хари не разпознава. Хари, заедно със семейство Уизли, Хърмаяни, Седрик Дигъри и баща му Амос присъстват на Световното първенство по куидич. Смъртожадните атакуват турнира и човекът от кошмара на Хари омагьосва Черния знак (знака на Волдемор).
В „Хогуортс“ професор Дъмбълдор съобщава, че училището ще е домакин на Тримагическия турнир, в който участие ще вземат института „Дурмщранг“ от Централна Европа и академията „Бобатон“ от Франция. По един ученик от всяко училище ще бъде избран от Огнения бокал за участие; ученици под седемнадесетгодишна възраст няма да бъдат допускани. Фльор Делакор е избрана за състезател от „Бобатон“, Виктор Крум – за „Дурмщранг“, а Седрик ще се състезава за „Хогуортс“. След това Огненият бокал избира Хари за четвърти състезател, причинявайки объркване. Много ученици вярват, че Хари е измамник и Рон го избягва, наранен, че Хари не го е информирал, когато очевидно е пуснал името си в Огнения бокал.
За първата задача състезателите трябва да вземат златно яйце, като преминат покрай змей. Професор Аластор "Лудоокия" Муди, новият учител по защита срещу черните изкуства, намеква, че Хари може да използва пръчката си, за да призове метлата си. И четиримата шампиони взимат яйцата си. Рон се помирява с Хари, след като вижда колко опасна е първата задача. На Коледа училището е домакин на Коледния бал – Хари и Рон не могат да отидат на желаните от тях момичета и затова отиват съответно с Парвати и Падма Патил; докато Хърмаяни отива с Виктор. Седрик съветва Хари да използва банята на префектите, за да получи улика за втората задача с помощта на яйцето.
За втората задача състезателите трябва да спасят ценен за тях човек от Черното езеро: Хари трябва да спаси Рон, Седрик трябва да спаси приятелката си Чо Чанг, Виктор – Хърмаяни, а Фльор – сестра си. Невил Лонгботъм дава на Хари риборасли, които трябва да изяде, за да може да диша под водата. Седрик е първи, а Хари получава второ място, след като спасява не само Рон, но и сестрата на Фльор, след като Фльор се оттегля от задачата. По-късно Хари намира безжизненото тяло на Барти Крауч старши, служител на Министерството на магията, в Забранената гора. В кабинета на Дъмбълдор, той влиза в мислоема и става свидетел на предишен процес срещу Игор Каркаров, настоящия директор на „Дурмщранг“, по време на първото падение на Волдемор. Каркаров е помолен да посочи онези, които са служили на Волдемор – той посочва Сивиръс Снейп, за когото Дъмбълдор гарантира. След това Каркаров разобличава Барти Крауч младши, син на Крауч старши, който води процеса. Хари разпознава Крауч младши от кошмара си.
За третата задача състезателите трябва да се ориентират в лабиринт, за да достигнат Тримагическата купа, която се намира центъра му. Хари и Седрик стигат до Купата само за да открият, че тя е летекод, който ги отвижда до гробище. Питър Петигрю убива Седрик по заповед на Волдемор. След това той възкресява Волдемор, който призовава своите смъртожадни. Волдемор се опитва да използва убийственото проклятие върху Хари, но последният го отклонява – появяват се призраците на предишните жертви на Волдемор, разсейвайки Волдемор достатъчно дълго, за да може Хари да използва Купата, за да се върне в Хогуортс с тялото на Седрик.
Хари информира Дъмбълдор, че Седрик е убит от Волдемор. Хари е завлечен от Муди в кабинета му – той научава, че Муди го е включил в Турнира и го е ръководил, за да осигури завръщането на Волдемор. Преди Муди да се опита да убие Хари, Дъмбълдор, Снейп и Минерва Макгонагъл го зашеметяват. Използвайки веритасерум, те научават, че са хванали Барти Крауч младши, който се е представял за Муди, използвайки многоликова отвара; истинският Муди е затворен в магически сандък. Крауч младши е върнат в Азкабан.
В края на празника Дъмбълдор обявява, че Седрик е убит от Волдемор, въпреки че Министерството отрича тези твърдения. Хари информира Дъмбълдор за срещата си с Волдемор и Дъмбълдор я описва като „Приори Инкантатем“ (използва се за показване на заклинания, направени от магическа пръчка). Трите училища се сбогуват едно с друго, като Хари, Рон и Хърмаяни се съгласяват, че всичко ще се промени.

## Актьорски състав
- Даниъл Радклиф – Хари Потър, 14-годишен британски магьосник, известен с това, че е оцелял като дете след убийството на родителите си от ръцете на злия магьосник Лорд Волдемор, който сега влиза в четвъртата си година на обучение в училището за магия и вълшебство „Хогуортс“.[7]
- Рупърт Гринт – Рон Уизли, най-добрият приятел на Хари в „Хогуортс“ и най-малкият син на магьосническото семейство Уизли.[8]
- Ема Уотсън – Хърмаяни Грейнджър, най-добрата приятелка на Хари и умът на триото.[9]
- Роби Колтрейн – Рубиъс Хагрид, пазач на ключовете и дивеча и учителят по грижа за магическите създания в „Хогуортс“.[10]
- Ралф Файнс – Лорд Волдемор, тъмен магьосник, който възнамерява да завладее света на магьосниците и лидер на смъртожадните.[11] Файнс коментира трудността да изиграеш някой, който е „същността на злото“, и обсъжда придаването на човечност на Волдемор, за да бъде той „дълбоко, наистина зъл“, цитирайки нещастното детство на героя като гориво за „гнева, ревността и омразата“.[12] Той и режисьорът Майк Нюъл се интересуват от изследването на „неочакваните промени в настроението“ на героя.[13] Нюел цитира способността на Файнс да играе „реалистичен и плашещ злодей“ вместо „обикновена карикатура“ като причина за избора му.[14]
- Майкъл Гамбън – Албус Дъмбълдор, директор на „Хогуортс“ и един от най-известните и могъщи магьосници на всички времена.[15] Гамбън коментира състоянието на героя във филма: „Дъмбълдор вече не се контролира, уплашен е“.[16] Нюъл сравнява представянето на Гамбън със спокойствието и величието интерпретирани от Ричард Харис в първите два филма, показвайки сега героя като „погрешен и не всемогъщ“ и „по-скоро неадекватен, отколкото свръхадекватен“.[17]
- Брендан Глийсън – Аластор "Лудоокия" Муди, известен бивш аврор, назначен от Дъмбълдор за учител по защита срещу черните изкуства в „Хогуортс“.[18] Първоначално ролята е предложена на Рей Уинстон, но я отказа.[19] Глийсън нарича Муди „стрелец с пръчка“, чиито „големи рани са го наранили много“. Хеймън установява, че Глийсън внася „велик баланс между свирепост и хумор“ в това, което той нарича „сложен, предизвикателен образ“.[20]
- Джейсън Айзъкс – Луциус Малфой, бащата на Драко и бивш ученик в „Хогуортс“ от дом „Слидерин“. Той е член на смъртожадните.[21] Първоначално Айзъкс не очаква да се върне в четвъртия филм за Хари Потър, но въпреки това се чувства благодарен, че може да „извади перуката от нафталина“, докато се подготвя за следващия филм, където има по-голям роля.[22]
- Гари Олдман – Сириус Блек, кръстникът на Хари, който бяга от Азкабан, след като е затворен в продължение на дванадесет години и сега е беглец.[23]
- Алън Рикман – Сивиръс Снейп, учителят на отвари и ръководител на дом „Слидерин“.[24]
- Маги Смит – Минерва Макгонагъл, заместник-директор на „Хогуортс“, ръководител на дом „Грифиндор“ и учителката по трансфигурация.[25]
- Тимъти Спол – Питър Петигрю, смъртожадният, предал родителите на Хари на Волдемор.[26]
- Джеймс Фелпс и Оливър Фелпс – Фред и Джордж Уизли, братя на Рон.
- Бони Райт – Джини Уизли, сестрата на Рон и най-малкото дете на семейство Уизли.
- Марк Уилямс – Артър Уизли, бащата на Рон.
- Том Фелтън – Драко Малфой, ученик от „Слидерин“ и съперник на Хари.
- Джейми Уейлет – Винсънт Краб, съученик на Малфой от „Слидерин“.
- Джошуа Хърдман – Грегъри Гойл, съученик на Малфой от „Слидерин“.
- Матю Луис – Невил Лонгботъм, съученик на Хари от „Грифиндор“.
- Девън Мъри – Шеймъс Финигън, съученик на Хари от „Грифиндор“.
- Алфред Енок – Дийн Томас, съученик на Хари от „Грифиндор“.
- Дейвид Брадли – Аргус Филч, пазачът в „Хогуортс“.
- Уоруик Дейвис – Филиус Флитуик, учителят по вълшебство и ръководител на дом „Рейвънклоу“, използва се външният вид, използван, когато Дейвис влиза в ролята на диригента на училищния хор в началото на предишния филм.[27]
- Шърли Хендерсън – Стенещата Миртъл, дух от „Хогуортс“.
- Робърт Харди – Корнелиус Фъдж, министърът на магията.
- Робърт Патинсън – Седрик Дигъри, ученик от „Хафълпаф“ и състезател за „Хогуортс“ в Тримагическия турнир; появява се за кратка в предишния филм по време на куидичния мач.[28][29]Каскадите се изпълняват от Джо Ливърмор.
- Джеф Роул – Амос Дигъри, бащата на Седрик.
- Дейвид Тенант – Барти Крауч младши, смъртожаден.
- Роджър Лойд-Пак – Барти Крауч старши, ръководител на Отдела за международно магьосническо сътрудничество.[30]
- Кейти Люнг – Чо Чанг, ученичка от дом „Рейвънклоу“.
- Клеменс Поеси – Фльор Делакор, състезателка за „Бобатон“ в Тримагическия турнир.
- Станислав Яневски – Виктор Крум, състезател за „Дурмщранг“ в Тримагическия турнир и световна звезда по куидич.[31]
- Миранда Ричардсън – Рита Скийтър, репортерка от „Пророчески вести“.
- Предраг Биелац – Игор Каркаров, директор на „Дурмщранг“ и бивш смъртожаден.
- Франсис де ла Тур – Олимпия Максим, полувеликанка и директорка на „Бобатон“.
- Шефали Чудхури – Парвати Патил, съученичка на Хари от „Грифиндор“.
- Афшан Азад – Падма Патил, съученичка на Хари от „Грифиндор“.
- Ерик Сайкс – Франк Брайс, мъгълският градинар, убит от Волдемор.
- Джон Хърт – Гарик Оливандър, първоначално потвърждава в интервю за Емпайър, че ще повтори ролята си на Оливандър като част от договора си за четири филма от поредицата, но сцените му са изрязани.[32]

## Продукция

### Развитие
Крис Кълъмбъс, който режисира Хари Потър и Философският камък (2001) и Хари Потър и Стаята на тайните (2002), първоначално мисли да се завърне, за да режисира филмовата адаптация на Хари Потър и Огненият бокал, докато продуцира Хари Потър и Затворникът от Азкабан (2004), но в крайна сметка отказва, защото децата му искат да прекарват времето си с него като семейство. В допълнение, те искат да се върнат в Съединените американски щати, за да видят приятелите си, след като се преместват в Англия за първите два филма. След като прочита първите три книги, Кълъмбъс забелязва постепенно по-мрачния тон на историята. Джоан Роулинг дава на него, на продуцента Дейвид Хейман и на сценариста Стив Клоувс копия от огромния ръкопис за нейните планове за Огненият бокал, преди да бъде публикуван, само за да могат да се подготвят за заснемането на всеки следващ филм. М. Найт Шаямалан е помолен да режисира филма, но той е по-заинтересован да направи филмова адаптация на Животът на Пи. Британският филмов режисьор Майк Нюъл е избран да режисира филма, след като режисьорът на Затворникът от Азкабан Алфонсо Куарон обявява, че ще може да режисира само един филм от поредицата. В изявление, обясняващо смяната на режисьорите, продуцентът на поредицата Хейман казва:
| „ | Когато Алфонсо взе решение да завърши Хари Потър и Затворникът от Азкабан и да напусне поредицата, ние бяхме изправени пред трудната задача да намерим режисьор, който да се справи със сложните предизвикателства на Хари Потър и Огненият бокал и да следва стъпките на Крис Кълъмбъс и Алфонсо Куарон. Богатата и разнообразна работа на Майк го показва като перфектния избор. Той е работил с деца, разсмивал ни е и ни е карал да седим на ръба на столовете си от напрежение. Той е страхотен с актьорите, режисира всичките си филми, с голяма човечност. Възхитена съм! | “ |

Работата по сценария започва през април 2003 г. Хейман смята, че предварителната продукция на Огненият бокал е твърде дълга за един филм. Той казва: „Ще го заснемем като един и ще видим как ще свърши. Ако е твърде дълъг, ще го разделим в две части“. Клоувс, сценарист на предишните части, се завръща за Огненият бокал. При адаптирането на книгата от 636 страници в един пълнометражен филм Клоувс коментира: „Винаги сме мислили, че ще бъдат две части, но никога не успяхме да намерим начин да го разделим. Така че това ще бъде различно изживяване от книгата“. Колъмбъс съветва Хейман да раздели Огненият бокал на два отделни филма поради дължината му, но Уорнър Брос не проявява интерес към идеята. Нюъл открива, че „има начин да се направи един филм, който да е като трилър“, като същевременно „[остане] верен на книгата“. За да се подготви за филма, Нюъл гледа конспиративни трилъри като Север-северозапад (1959), Паралакс (1974) и Трите дни на кондора (1975).

### Костюми и сценография
Дизайнерът на костюми Жани Темиме отново е дизайнер на костюми в Огненият бокал. Темиме създава униформите на „Бобатон“ от френска синя коприна, която се откроява от приглушените цветове на другите училища. Платът на униформите „прилепва към формите, в пълен контраст с униформите, които момичетата от Хогуортс носят“. Шапката е проектирана от модиста Филип Трейси. Униформата на „Дурмщранг“ е изработена от дебела вълна, с пурпурни мантии и кожени шапки и пелерини. Темиме черпи вдъхновение от хабсбургския и от руския фолклор. За Коледния бал Темиме създава повече от 300 костюма. Роклята на Хърмаяни, чиято изработка отнема три месеца, е създадена да бъде като „рокля от приказките“, съчетаваща баланс от „сладост, привлекателност и благородство“, „леко секси“, но все пак подходяща за тийнейджър. Палтото на Муди е вдъхновено от уестърните, като екипът прекарва една седмица в „остаряване и изтощаване на палтото, сякаш е носено цял живот“.
Както и в предишните части, Стюарт Крейг и Стефани Макмилън са съответно дизайнер на продукцията и декоратор. Поради обхвата на филма са създадени много нови декори и трансформации на стари. Макмилън е най-развълнувана от препроектирането на Голямата зала за сцените, включващи Коледния бал. Тъй като романът го описва като леден дворец, те решават да направят „вълшебния таван от лед“, покривайки стените в отразяващо сребро и придавайки „ледено или сребристо преобразяване“ на декорациите. Макмилън и колегата ѝ декоратор Лий Сандейлс създават „магически ледени скулптури, ледени напитки и замръзнала храна“. Всяка задача от Тримагическия турнир изисква масивни декори. Скалната кариера, определена за първата задача, където Хари се изправя срещу унгарския хопоносец, е построена в две секции в Лийвсдън Студиос. Крейг го нарича „един от най-големите декори, които някога сме правили за някой от филмите“. За втората задача, включваща подводните сцени на филма, екипът проектира и създава резервоар със син екран с размери 6 метра дълбочина и 11 метра дълбочина, съдържащ „около половин милион галона вода“. Това е най-големият резервоар за подводно заснемане в Европа. Що се отнася до последната задача, която се провежда в лабиринта, стените от жив плет, вариращи от 6 до 12 метра височина, са построени и подобрени с компютърно генерирани изображения.

### Заснемане
Основните снимки започват официално на 4 май 2004 г., въпреки че снимките с главния актьорски състав започват едва на 25 юни 2004 г. в Лийвсдън Студиос в Англия и приключват през март 2005 г.
Районът около Лийвсдън Студиос е използван за място на Световната купа по куидич, заснет в Айвингоу Бийкън, и гората Ашридж, докато скалата, където героите кацат с летекода, се намира в парк „Севън Систърс“ в Източен Съсекс. Жиците на Кърби са използвани за окачване на актьорите във въздуха по време на сцената с кацането.
Части от сцените в „Хогуортс“ са заснети в Оксфордския университет. Конфронтацията между Хари и Малфой, който по-късно е превърнат в пор от Муди, е заснета в двора на Ню Колидж Клойстър. Богословското училище към Оксфордския университет служи като стаята, в която Макгонагъл показва на учениците от „Грифиндор“ как да танцуват на Коледния бал; същото помещение е използвано и като болничното крило на „Хогуортс“ в предишни филми. Сцената с празничния бал е заснета през декември 2004 г. Сцените край езерото на „Хогуортс“ са заснети при езерото Вирджиния в Съри.
Сцената в гората, в която Хагрид показва змейовете на Хари, е заснета в Блек Парк, до Пайнууд Студиос, докато първата задача от Тримагическия турнир е заснета край водопада Стийл в Глен Невис и Блек Рок Джордж. За втората задача, развиваща се в Черното езеро, създателите на филма опитват техника, наречена „сухо за мокро“, при която актьорите са окачени и духа вятър върху тях, за да се симулира, че са под вода, но екипът открива, че „косата не се вълнува убедително“. След това кадрите са заснети в голям подводен резервоар и актьорите се гмуркат с акваланги уроци, под наблюдението на координатора на каскадите Грег Пауъл. Радклиф преминава шестмесечно обучение за сцената и прекара повече от 40 часа под вода през трите седмици, необходими за заснемането.

### Музика
Джон Уилямс, който е автор на музиката към първите три филма за Хари Потър, не успява да се върне за четвъртата част поради натоварен график. Патрик Дойл, който работи с Нюъл върху На запад и Дони Браско, го замества като композитор. Първоначалното искане е Дойл да работи с материала на Уилямс, но в крайна сметка от предишните партитури остава само „Темата на Хедуиг“, лайтмотивът на поредицата. Вокалистът на „Пълп“ Джарвис Кокър, за когото дори е съобщено, че е автор на музиката към филма, е един от музикантите, поканени от Дойл, с когото той работи по саундтрака на Големите надежди, за да напише песен за магьосническата рок група. След като Дойл избира композицията на Кокър, той и други британски музиканти като Джони Грийнуд и Филип Селуей от Radiohead са избрани да свирят в измислената група, като и двамата изпълняват песни за саундтрака и имат епизодични роли във филма.

## Разлики с книгата
Сценариститът и продуцентите намалиха определени сцени и концепции от романа Огненият бокал, който е почти два пъти по-обемен от Затворникът от Азкабан, за да направят прехода от страниците към екрана. Режисьорът Майк Нюъл описва проблема като „компресиране на огромна книга в продължителността на филм“. Това е постигнато чрез оставянето настрана на всички компоненти на романа, които не са пряко свързани с Хари и неговото приключение.
Огненият бокал е първата филмова адаптация, която не започва с „Привит Драйв“; Хари се събужда в „Хралупата“ на сутринта на Световната купа по куидич.
Играта на Световното първенство по куидич е премахната поради времеви причини, оставяйки рязък скок във времето, който някои рецензенти смятат за неудобен или „прибързан“. В книгата Хари и семейство Уизли подкрепят Ирландия, докато във филма Хари и Рон подкрепят България. Въпреки това и двамата се възхищават на българския търсач Виктор Крум. Сцената, в която Дъмбълдор пита Хари дали е сложил името си в бокала, е изцяло различна. В книгата той пита спокойно, докато във филма директорът крещи и звучи ядосан до такава степен, че грубо се изправя срещу Хари.
Голяма част от сюжета за домашните духчета/робството, който включва опита на Хърмаяни да сформира сдружението СМРАД (Сдружение на магьосници за равноправие и авторитет на духчетата), за да популяризира тяхното благоденствие, е пропусната. Сцената, в която Хари чува Каркаров да се кара със Снейп на Коледния бал, е изрязана от филма, но е заснета и може да се види в допълнителните материали към DVD изданието.
Други сцени са съкратени и обединени, за да включват само най-съществените детайли на сюжета. Например, трите процеса срещу смъртожадните, на които Хари става свидетел в мислоема, са обединени в един процес. Героите на Бил Уизли, Чарли Уизли, Людо Багман, Уинки, Нарциса Малфой и Бърта Джоркинс отсъстват, както и Доби, който трябва да помогне на Хари, като му дава риборасли за второто изпитание. Вместо Доби, тази сцена е променена, за да включва Невил Лонгботъм. Няма сцена с влак в края, където Рита Скийтър е разкрита като нелегален, нерегистриран зоомаг и че Хърмаяни използва тази информация, за да я изнудва да мълчи за една година. Хари не е видян нито да получава, нито да подарява наградата от 1000 галеона. Диалозите със Сириус Блек са сбити в един разговор край камината. Сцената, в която Крауч младши е отведен обратно в Азкабан, е различна от книгата, в която той е „целунат“ от диментор, призован от Корнелиус Фъдж. Също така няма разговор, в който Фъдж да откаже да повярва, че Волдемор се е завърнал, оставяйки това да бъде обяснено в следващия филм.
Обратно, сцената на първото изпитание на Хари със змея е разширена в продължителен полет около „Хогуортс“.

## Разпространение

### Маркетинг
Ексклузивни кадри са излъчени по Ей Би Си по време на телевизионната премиера на Хари Потър и Стаята на тайните на 7 май 2005 г. Първият трейлър е достъпен онлайн на 8 май 2005 г. Международният трейлър дебютира онлайн на 23 август 2005 г.
Видеоиграта, базирана на филма и проектирана от EA UK, е издадена на 8 ноември 2005 г. Мател пуска линия от екшън фигури и артефакти, базирани на филма. Сред тях е първото издание на Harry Potter Scene It?, съдържащо над 1000 въпроса за четирите филма.

### В кината
Огненият бокал е първата част от поредицата, оценена с 12A от Британски съвет за филмова класификация заради мрачните си теми, заплахи и плашещи изображения. В САЩ той получава рейтинг PG-13 от MPAA за „последователности от фантастично насилие и плашещи изображения“.
Огненият бокал е вторият филм от поредицата, който е пуснат едновременно в обикновените и в IMAX кина.
Филмът е пуснат в повечето страни в рамките на двуседмичен период, започващ на 18 ноември 2005 г. в Обединеното кралство и Съединените щати, с премиера на 1 декември 2005 г. в Австралия. В Съединените щати филмът се прожектира в 3858 кина, включително няколко IMAX зали.
Световната премиера се състои в Лондон, Англия, на 6 ноември 2005 г. Една от характеристиките на премиерата е аниматроничен, огнедишащ унгарски шипоносец. Змеят с дължина 40 фута, използван по време на сцената, в която Хагрид води Хари в гората през нощта преди първата задача, е проектиран и създаден от ръководителя на специалните ефекти Джон Ричардсън и ръководителя на ефектите Ник Дъдман.

### Домашна употреба
Филмът е издаден на DVD в Северна Америка на 7 март 2006 г. Той е наличен в едно- и двудискови издания, както и част от комплект от 8 диска, който включва и предишните три филма. Бонус дискът включва три интерактивни игри, както и седем филма зад кулисите.
В първия ден на пускането си в Северна Америка са продадени над 5 милиона копия, записвайки най-висок франчайз за продажби през първия ден. В рамките на първата седмица се продават над общо 9 милиона единици комбинирани продажби както на широкоекранната, така и на цял екран версия на DVD. Като цяло Огненият бокал реализира приходи от 207,9 милиона долара от продажби на домашно видео в САЩ.

## Прием

### Бокс офис
Огненият бокал събира 102,7 милиона долара за първия си уикенд в бокс офиса в Северна Америка, поставяйки нов връх за франчайза и също така постига най-високия дебют през уикенда през ноември. Филмът също така постига най-големия премиерен уикенд за филм на Уорнър Брос, държейки този рекорд в продължение на три години до излизането на Черният рицар през юли 2008 г.
Огненият бокал печели почти 897 милиона щатски долара в световен мащаб, което го прави най-касовото международно и световно издание за 2005 г.
През януари 2006 г. Огненият бокал изпреварва по приходи Хари Потър и Стаята на тайните (2002), превръщайки се в осмия най-печеливш филм в света и вторият най-печеливш филм от поредицата за Хари Потър, след Философският камък. От юли 2011 г. това е шестият най-касов филм за Хари Потър след Философският камък, Орденът на феникса, Нечистокръвния принц, Даровете на Смъртта: Част 1 и Даровете на Смъртта: Част 2.

### Критичен отговор
В Rotten Tomatoes филмът има рейтинг на одобрение от 88% въз основа на 255 отзива, със среден рейтинг от 7,4/10. Консенсусът на критиците на сайта гласи: „Главните герои съзряват и създателите на филма също подобряват уменията си; ярките специални ефекти и сигурните изпълнения допринасят за това; най-сложният досега от филмите за Хари Потър“. В Metacritic филмът има среден резултат от 81 от 100, базиран на 38 критици, което показва „всеобщо признание“. Публиката, анкетирана от CinemaScore, дава на филма средна оценка „A“ по скала от A+ до F.
Ню Йорк Дейли Нюз хвали филма както за хумора, така и за мрачния тон. Младите актьори са похвалени за демонстрирането на „по-голям набор от фини емоции“, особено Даниел Радклиф, когото Върайъти описва като представящ „измерено и нюансирано изпълнение“. Новите членове на актьорския състав също са похвалени – превъплъщението на Лудоокия Муди от Брендън Глийсън е описано като „цветно“; сцените на Миранда Ричардсън като Рита Скийтър са описани като „прекрасни“; изобразяването на Лорд Волдемор от Ралф Файнс е описано като „възвишено злодейство“.
Зрелостта на Хари, Рон и Хърмаяни, наред с други, впечатлява повечето критици. Докато главните герои са изобразени като деца в предишните филми, „те неусетно са се превърнали в тийнейджъри (в Огненият бокал)“, според рецензент на Ю Ес Ей Тъдей. Десън Томсън от Вашингтон Поуст нарича филма „Вероятно най-ангажиращият филм от поредицата на Потър досега“. Джо Моргенстърн от Уолстрийт Джърнъл заявява: „Студиото, подобно на смелия Хари, минава с отличия. Новият филм, режисиран от Майк Нюъл и по проницателния сценарий на господин Клоувс, е още по-богат и задълбочен, както и драматично по-тъмен. Направо е плашещо колко добър е този филм“.

## Дублаж
| Озвучаващи артисти | Петя Миладинова Вилма Карталска Марин Янев Цанко Тасев Кирил Ивайлов Александър Воронов |